# Greyhound (Ashford)
Greyhound is een Brits historisch merk van motorfietsen.
De bedrijfsnaam was: Greyhound Motors, Ashford, Kent.
Greyhound Motors leverde in 1904 automobielen, maar vanaf 1905 motorfietsen, die nog met inbouwmotoren van Minerva en Fafnir werden uitgerust. Het gebruik van motoren van het Europese vasteland was in de eerste jaren van de 20e eeuw nodig omdat de Britse industrie nog geen goede motoren kon leveren. Rond 1905 vond echter de omslag plaats, maar de enige Britse motoren die Greyhound gebruikte waren die van MMC, maar dat waren in licentie geproduceerde motoren van De Dion en Léon Bollée. In 1907 verdween het merk Greyhound van de markt.